# An Tilly

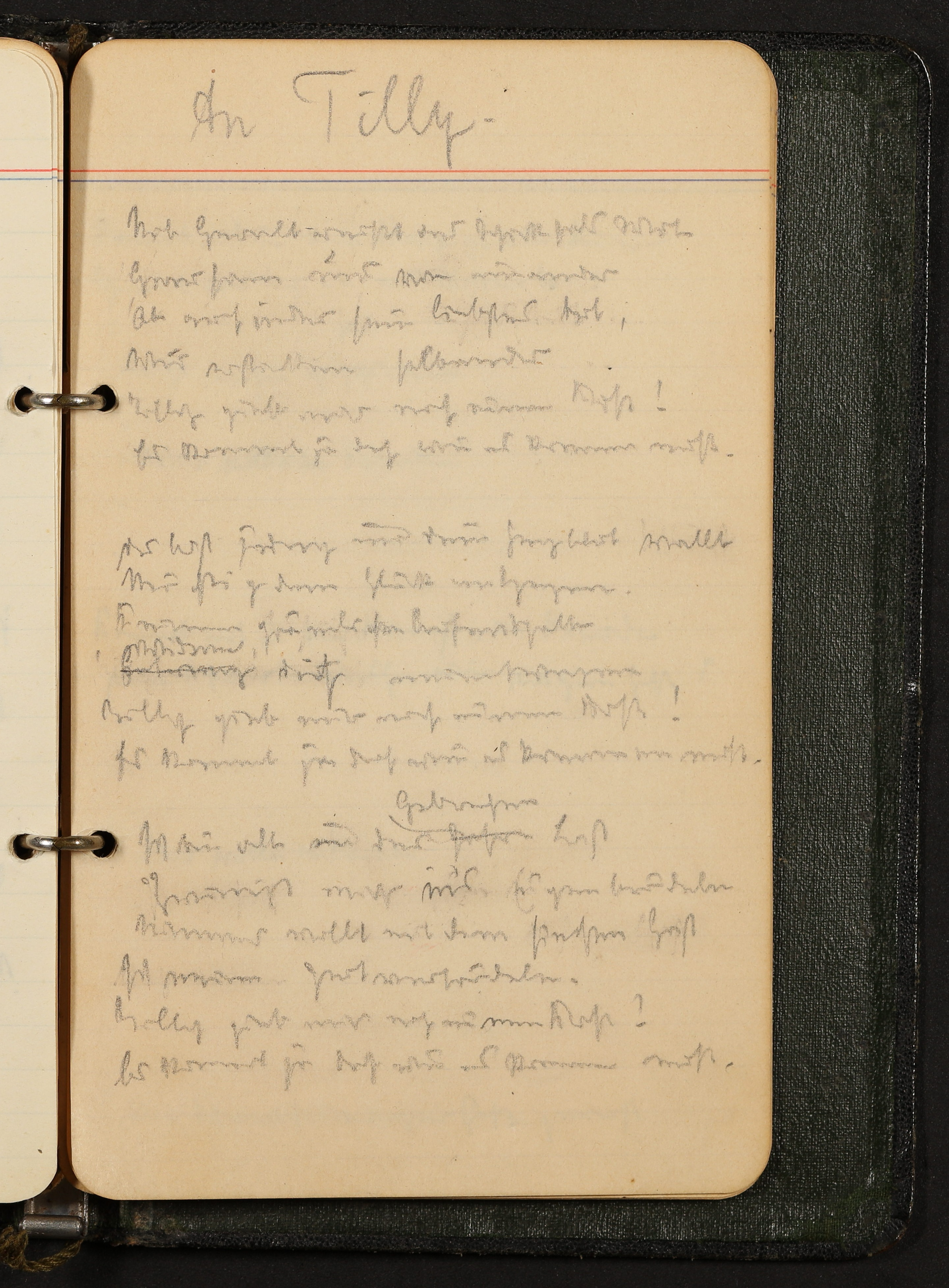
Frank Wedekinds Gedicht An Tilly

An Tilly ist ein Briefgedicht des deutschen Schriftstellers Frank Wedekind an seine Frau, die Schauspielerin Tilly Wedekind. An Tilly entstand zwei Wochen vor Wedekinds Tod in der Nacht vom 23. auf den 24. Februar 1918 und ist der letzte Text des umfangreichen Briefwechsels der beiden. Er steht in Zusammenhang mit Frank Wedekinds Gesundheitszustand und der krisenhaften Beziehung zu seiner 22 Jahre jüngeren Frau Tilly. Im Gedicht gibt ein alter Mann im Angesicht des Todes seine junge Frau in Liebe frei. Die Reinschrift, die Tilly Wedekind erhielt, ist nicht erhalten, wohl aber eine von Heinrich Mann angefertigte Abschrift davon. Auch der Gedichtentwurf in Wedekinds Notizbuch ist noch vorhanden.

## Hintergrund

### Entstehung im Kontext von Wedekinds Biografie

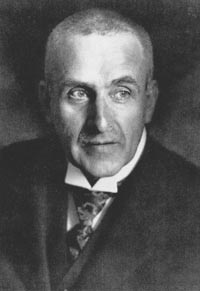
Frank Wedekind

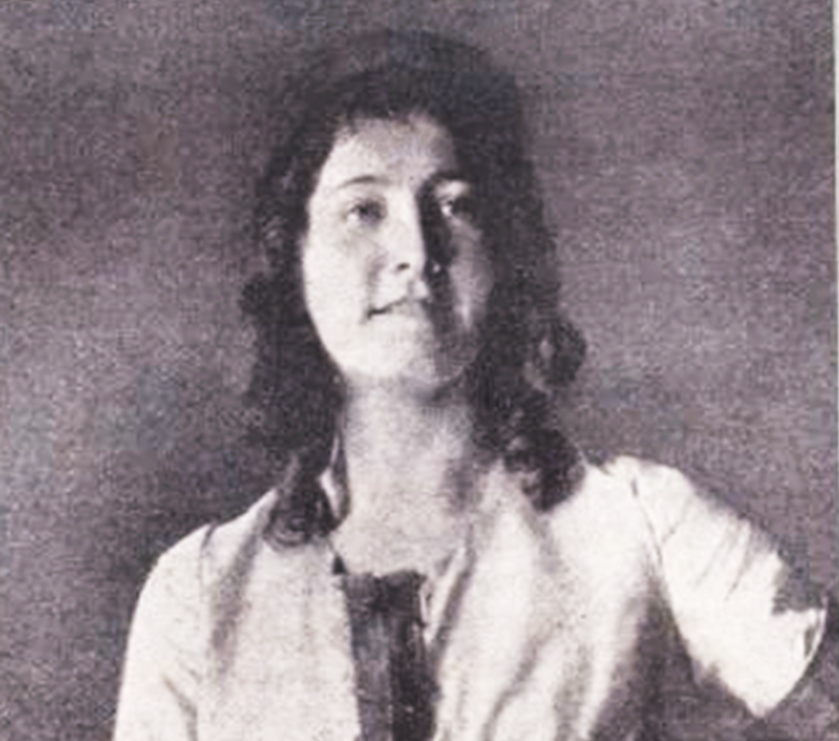
Tilly Wedekind, vor 1916

Die Entstehung des Gedichts steht im Kontext der gesundheitlichen Probleme Wedekinds und der Beziehung zu seiner 22 Jahre jüngeren Frau Tilly.
In den Jahren vor seinem Tod hatte Wedekind häufig starke Schmerzen. Ende Dezember 1914 hatte er sich wegen einer Blinddarmentzündung operieren lassen. Doch die Wunde eiterte, es kam zu einer bakteriellen Infektion der Bauchhaut, der Bildung von Fisteln und Narbenbrüchen, die in den folgenden Jahren vier weitere Eingriffe nötig machten. Diese führten aber nicht zu einer Besserung, die starken Schmerzen dauerten an. Herzschwäche und Lungenentzündung infolge der Komplikationen waren die Ursache für Wedekinds Tod am 9. März 1918.
Die Ehe von Tilly und Frank Wedekind befand sich im Februar 1917 zum wiederholten Male in einer Krise. Diese Situation brachte Scheidungsgedanken ins Spiel und schlug sich auch künstlerisch nieder: Tilly Wedekind erhielt im November 1917 in der Züricher Uraufführung von Schloß Wetterstein und der dortigen Premiere von Erdgeist keine Rollen. Am 30. November 1917 nahm sie Gift und war bis zum 18. Februar 1918 stationär untergebracht. In Tillys Abwesenheit beschloss Frank Wedekind mit Tillys Schwester Martha und Freunden am 9. Dezember 1917: „Sie soll Theater spielen, ohne Scheidung.“ Er teilte Tilly dies am folgenden Tag mit. Sie akzeptierte die Regelung aber nicht, hielt an der Scheidung fest und bat um die Einleitung entsprechender Schritte. Doch je gesünder Tilly wurde, umso weniger konnten beide sich eine Trennung vorstellen. Daher ließen sie den Scheidungsgedanken fallen. Tilly wohnte nach ihrer Entlassung aus der Klinik für etwa eine Woche bei ihrer Schwester Martha und ihrem Schwager Hans Carl. Sie hatte Frank darum gebeten, weil ihr in der gemeinsamen Wohnung noch „alle Ängste und das Unglück“ zu hängen schienen. Sie besuchte ihre Familie täglich und gewöhnte sich langsam ein.
Nach Aussage von Tilly Wedekind entstand das Briefgedicht in der Nacht vom Samstag, 23. auf Sonntag, den 24. Februar 1918 nach einem Besuch des Shakespeare-Stücks Das Wintermärchen in den Münchner Kammerspielen. Zu diesem Abend schrieb der Autor: „Mit Tilly in den Kammerspielen. Wintermärchen Mein Bruch macht mir Beschwerden. Ich werde ausfällig. Gehe fort, komme zurück. Wir scheiden in Frieden.“ Danach verfasste er das Gedicht in seinem Notizbuch. Am Montag, 25. Februar 1918, holte er Tilly bei ihrer Schwester Magda und ihrem Schwager Hans Carl ab. Die beiden gingen zusammen nach Hause, Tillys Rückkehr war für diesen Tag geplant. Er gab ihr das Gedicht. In ihrem Tagebuch schrieb sie: „Ich war erschüttert.“ Frank sagte seiner Frau, dass er sich noch einmal wegen eines festgestellten Narbenbruchs operieren lassen wolle und ging an einem der nächsten Tage ins Krankenhaus, von wo er nicht mehr zurückkehrte.

### Veröffentlichung
Das Gedicht ist der letzte von 738 Texten im Briefwechsel des Paares, der sich über die Jahre 1905 bis 1918 erstreckte, und zugleich Wedekinds letztes Gedicht. Veröffentlicht wurde es daher sowohl in Gedichtsammlungen des Autors als auch in Bänden mit den übrigen Texten aus dem Briefwechsel. Erstmals wurde es 1969 in der Ausgabe des Herausgebers Manfred Hahn Frank Wedekind, Werke in Drei Bänden abgedruckt. Hahn vermerkte in der Ausgabe, dass Tilly Wedekind den Text aus dem Gedächtnis aufgezeichnet und ihm überlassen habe. In dieser Fassung sind im Vergleich zur Entwurfsfassung die zweite und dritte Strophe vertauscht.

## Fassungen
Die Reinschrift des Gedichts, die Tilly Wedekind erhielt, ist nicht mehr vorhanden. Von den fünf handschriftlichen bzw. maschinenschriftlichen Fassungen des Gedichts sind vier erhalten:
- Der Entwurf des Briefgedichts ist auf einem Blatt des Ringnotizbuchs in Wedekinds Nachlass in der Monacensia in München überliefert. Er wurde mit Bleistift in Kurrentschrift auf einem 9 × 15 cm großen, hochformatigen, linierten, gelochten Blatt verfasst, das sich in einem Ringbuch befindet.

- Heinrich Mann fertigte eine Abschrift der Fassung an, die Tilly Wedekind erhalten hatte. Er schrieb in lateinischer Schrift auf demselben Papier wie die Entwürfe seines Kondolenzschreibens an Tilly Wedekind und der Grabrede für Wedekind. Diese drei Dokumente sind zusammen archiviert. Gemeinsame Papiersorte und Archivierung der drei Dokumente legen nahe, dass die Abschrift sehr bald nach Wedekinds Tod entstand.[4] Das Original trug wahrscheinlich kein Datum. Dafür spricht, dass Heinrich Mann sich in der Datumszeile zweimal verschrieb.[10] Dieser Text wird dem Entwurf vorgezogen, weil er als näher am Original gilt.[11]

- Außerdem ist ein vermutlich 1968 entstandenes Typoskript vorhanden. In dieser „leichte[n] Bearbeitung“ des handschriftlichen Entwurfs ist die Reihenfolge der zweiten und dritten Strophe vertauscht. Mit Schreibmaschine wurde dort vermerkt „Frank Wedekind / geschrieben und Tilly als Handschrift übergeben Ende Februar 1918“.[4]

- Tilly Wedekind überließ 1968 Manfred Hahn, dem Herausgeber des Erstdrucks von Wedekinds Werken, ebenfalls ein Typoskript. Die Textfassungen der beiden Typoskripte sind identisch, doch fehlt in dem zweiten der Vermerk.[4] Hahn bekam das Typoskript mit einem Brief Khadidja Wedekinds vom 20. September 1968. Dort schrieb sie, ihre Mutter habe das Original immer bei sich getragen und irgendwann verloren. Das Typoskript enthalte die Rekonstruktion des Originals nach ihrem Gedächtnis. Ein Jahr später schrieb sie ihm, in der Fassung seien die zweite und dritte Strophe vertauscht.[12]

In Tilly Wedekinds Tagebuch ist eine Fassung abgedruckt, die sowohl vom Entwurf als auch von der Abschrift leicht abweicht.

## Text
Eine Gegenüberstellung der Abschrift von Heinrich Mann und der Entwurfsfassung, hier in der Transkription aus dem Kommentar zum Briefwechsel, zeigt einige Unterschiede:
Abschrift

An Tilly

Mit Gewalt reisst des Schicksals Wut

Grausam uns von einander.

Ob auch Jeder sein Liebstes thut,

Wir ersticken selbander Anm.

Tilly, gieb mir noch einen Kuss!

Es kommt ja doch, wie es kommen muss.

                          –

Du bist jung und Dein Herzblut wallt

Mächtig dem Glück entgegen.

Keinem grämlichen Aufenthalt

Widme Dich meinetwegen.

Tilly, gieb mir noch einen Kuss!

Es kommt ja doch, wie es kommen muss.

                          –

Ich bin alt. Des Gebrechens Last

Zwingt mich ins Eigenbrödeln.

Nimmer wollt’ mit dem siechen Gast

Ich meine Zeit vertrödeln.

Tilly, gieb mir noch einen Kuss!

Es kommt ja doch, wie es kommen muss.

                          –

Frank.
Entwurfsfassung

An Tilly

Mit Gewalt reißt des Schicksals Wut

Grausam uns von einander

Ob auch jeder sein liebstes tut

Wir ersticken selbander

Tilly gieb mir noch einen Kuß!

Es kommt ja doch wie es kommen muß.

Du bist jung und dein Herzblut wallt

Mächtig dem Glück entgegen.

Keinen/m/grämlichen Aufenthalt

Ertrag’ {Widme} du/ich/meinetwegen

Tilly gieb mir noch einen Kuß!

Es kommt ja doch wie es kommen muß.

Ich bin alt und der Jahre {Gebrechen} Last

Zwingt mich in’s Eigen brödeln

Nimmer wollt mit dem siechen Gast

Ich meine Zeit vertrödeln.

Tilly gieb mir noch einen Kuß!

Es kommt ja doch wie es kommen muß.

## Form
Das Gedicht besteht aus drei Sechszeilern mit je sechs Versen. Für die ersten vier Verse einer Strophe wurde der Kreuzreim gewählt, für die letzten beiden Verse der Paarreim. Die Verse der Paarreime sind Trochäen, wovon die sich reimenden jeweils Vierheber (Verse 1 und 3, 7 und 9, 13 und 15) beziehungsweise Dreiheber (Verse 2 und 4, 8 und 10, 14 und 16) sind. Die jeweils letzten, identischen Verse einer Strophe sind Jamben und dadurch hervorgehoben. In den jeweils letzten Versen einer Strophe sind ein Trochäus (Verse 5, 11 und 17) und ein Jambus (Verse 6, 12 und 18) durch den Reim verbunden. Der jeweils erste und zweite Vers einer Strophe und der jeweils dritte und vierte sind durch Enjambements verbunden. Die letzten beiden Verse der drei Strophen sind identisch und bilden den Refrain. Dieser wird in den Versen 5, 11 und 17 jeweils durch eine Aufforderung eingeleitet, die mit dem Vokativ Tilly beginnt und mit einem Ausrufezeichen endet. Überschrift des Gedichts ist die Widmung „An Tilly“. Dieser Name kommt in den drei Strophen dreimal vor, jeweils zu Anfang des vorletzten Verses, mit dem der Refrain beginnt. Dies weist auf die Sonderstellung des Wortes hin. Die ersten vier Verse der Strophen enthalten jeweils zwei Aussagesätze. Der jeweils anschließende Aufforderungssatz mit dem Vokativ am Anfang stellt eine Zäsur dar, der jeweils letzte Vers enthält wieder einen Aussagesatz. Auch auf der syntaktischen Ebene ist also Tilly hervorgehoben.
Das Gedicht thematisiert die Situation eines Paares vor dem Hintergrund des bevorstehenden endgültigen Abschieds. Eingangs stellt das lyrische Ich die Ausgangssituation dar: Das Schicksal sei dafür verantwortlich, dass es selbst und das lyrische Du, seine Geliebte Tilly, gewaltsam und brutal voneinander getrennt werden würden (Verse 1 und 2). Das Paar sei in einem Dilemma gefangen: Obwohl beide ihrem Herzen folgten, würden sie doch im Zusammensein aneinander „ersticken“, zugrunde gehen (Verse 3 und 4). Als eine Ursache der unbefriedigenden Lage wird der Altersunterschied genannt. Der Gegensatz zwischen der jungen Frau und dem alten Mann und dessen Folgen nehmen ab der zweiten Strophe viel Raum ein. Dabei werden der Jugend Dynamik und Glück zugeordnet (Verse 7 und 8), dem Alter unfreiwilliges Gebrechen, Siechtum und Eigenbrötelei (Verse 13 und 14). Im Bewusstsein der Todesnähe bezeichnet das lyrische Ich sich als „siechen Gast“ (Vers 15). Einen Ausweg aus der Lage zeigt der Refrain: Am Ende jeder Strophe bittet das lyrische Ich Tilly, es noch ein letztes Mal zu küssen („Tilly gieb mir noch einen Kuß!“) und sich dann dem Schicksal zu ergeben („Es kommt ja doch wie es kommen muß.“ Verse 6, 12 und 18). Die Begründung für diese Veränderung liefert das lyrische Ich in den Versen 9 und 10: Es fordert Tilly auf, nicht seinetwegen die Zeit in seiner deprimierenden Gegenwart zu verbringen, denn es selbst würde in einer ähnlichen Situation seine kostbare Lebenszeit auch nicht auf diese Weise „vertrödeln“, verschwenden wollen.

## Interpretation
Die Lebenssituation des Ehepaars Wedekind legt eine biografische Interpretation nahe: Frank Wedekind weiß um seinen nahen Tod und gibt Tilly frei. Dies mag als großzügiger Akt erscheinen, doch zeugt es auch davon, dass er nicht auf Augenhöhe kommuniziert. Dies lässt an Frank Wedekinds einseitige Bestimmung über die Beziehung zu Tilly als Künstlerin und als seine Ehefrau im Dezember 1917 denken, der Tilly sich jedoch nicht beugte: „Sie soll Theater spielen, ohne Scheidung.“ Indem der alte Mann an der Schwelle des Todes die junge Frau zum Abschied auffordert, entlässt er sie gleichzeitig im Bewusstsein ihrer gegenseitigen Liebe in die Freiheit. Anzeichen von Seiten der Frau, den Mann verlassen zu wollen, finden sich im Gedicht nicht. Vielmehr deutet der Mann die Situation und reagiert entsprechend. Ein Gefälle zwischen den beiden wird deutlich.

## Textausgaben (Auswahl)
- Manfred Hahn (Hrsg.): Frank Wedekind, Werke in drei Bänden. Dramen 2, Gedichte. Aufbau-Verlag, Berlin und Weimar 1969, S. 745
- Elke Austermühl (Hrsg.): Frank Wedekind. Werke. Kritische Studienausgabe. Band 1 in vier Teilbänden. Band 1/I. Gedichte. Lyrische Fragmente und Entwürfe. Kommentar (Teil 1). Häusser-Media Verlag, Darmstadt 2007, ISBN 3-89552-106-X, S. 730–731
- Hartmut Vinçon (Hrsg.): Frank und Tilly Wedekind. Briefwechsel 1905–1918. Band 1: Briefe. Wallstein Verlag, Göttingen 2018, ISBN 978-3-8353-3171-6, S. 487